# Miomorfe
Miomorfele (Myomorpha) sunt un subordin de rozătoare mici cu o lungime a corpului (cap + trunchi) cuprinsă între 50 și 300 mm (de mărimea unui șoarece sau unui șobolan), cu excepția familiei  Rhizomyidae, care pot fi ceva mai mari, care se caracterizează prin unele particularități anatomice. Porțiunea superficială (laterală) a mușchiului maseter se extinde anterior înaintea orbitei și se inserează pe partea laterală a rostrului, în timp ce porțiunea profundă (mediană) a mușchiului maseter pătrunde în orbită și trece prin foramenul infraorbital (= gaura suborbitară). Foramenul infraorbital (= gaura suborbitară) mărit în dimensiuni și, de obicei, în formă de fantă. Procesul zigomatic al maxilarului este foarte dezvoltat. În arcada zigomatică osul zigomatic rar se extinde departe înainte. Pe fiecare jumătate a mandibulei se află, de obicei, trei molari. Fibula și tibia sunt sudate la capete. 
Suprafamilii și familii:
- Suprafamilia Muroidea
  - Familia Platacanthomyidae
  - Familia Spalacidae
  - Familia Calomyscidae
  - Familia Nesomyidae
  - Familia Cricetidae
  - Familia Muridae
- Suprafamilia Dipodoidea
  - Familia Dipodidae